# Opadometa grata
Opadometa grata là một loài nhện trong họ Tetragnathidae.
Loài này thuộc chi Opadometa. Opadometa grata được miêu tả năm 1838 bởi Guérin.